# Royal Scots Dragoon Guards

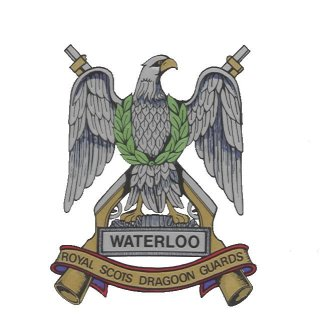
Badge der Royal Scots Dragoon Guards

Tactical recognition flash der Royal Scots Dragoon Guards

Die Royal Scots Dragoon Guards (Carabiniers and Greys) (SCOTS DG; deutsch „Die königlich-schottische Dragonergarde“) sind das einzige schottische Kavallerie-Regiment der britischen Streitkräfte.

## Geschichte

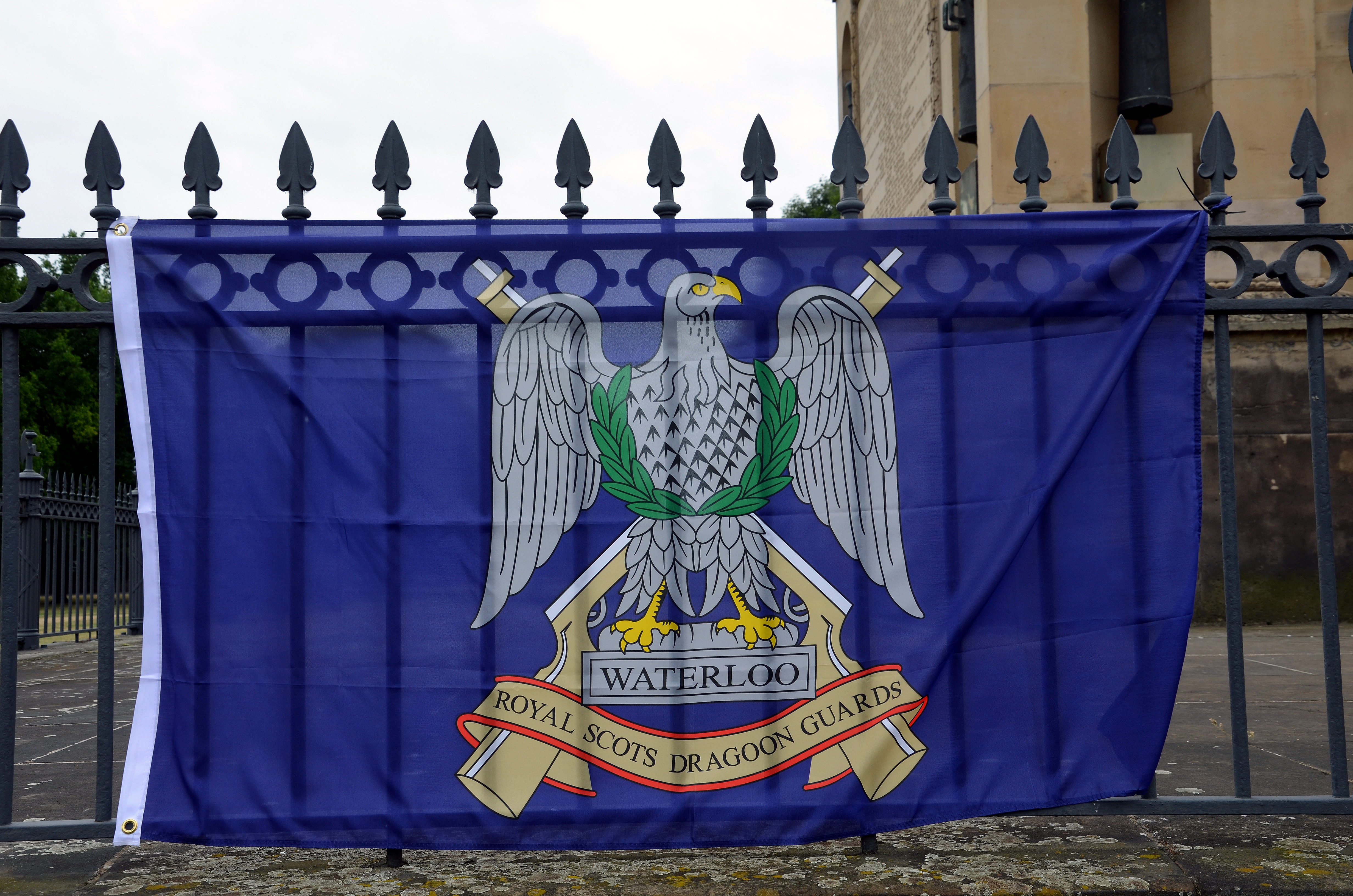
Banner der Royal Scots Dragoon Guards vor der Waterloosäule

Das Regiment wurde am 2. Juli 1971 in Edinburgh durch Zusammenlegung der Royal Scots Greys (2nd Dragoons) und der 3rd Carabiniers (Prince of Wales’s Dragoon Guards) gegründet. Es setzt die Tradition der beiden vereinigten Regimenter fort und trägt deshalb den Beinamen Carabiniers and Greys und den Schriftzug „Waterloo“ im Abzeichen. In der Schlacht bei Waterloo hatten sich die Scots Greys besonders ausgezeichnet. Das Regiment ist Teil des Royal Armoured Corps.
Als Teil der 7th Armoured Brigade (auch als Desert Rats bekannt) war das Regiment am Zweiten Golfkrieg 1991 (Operation Desert Storm) und im Irak-Krieg 2003 (Operation Iraqi Freedom) beteiligt.
Die Royal Scots Dragoon Guards waren ab Ende des Zweiten Weltkriegs als Teil der Garnison Hohne am Standort Bad Fallingbostel (Niedersachsen, Deutschland), direkt am NATO Truppenübungsplatz Bergen stationiert und zuletzt mit dem Challenger-2-Kampfpanzer ausgestattet. Im November 2013 gab das Regiment seine Challenger 2 ab und erhielt gemäß seiner neuen Rolle als leichtes Aufklärungsregiment das Aufklärungsfahrzeug Jackal. Seit November 2015 ist das Regiment wieder in Schottland in Leuchars, Fife, stationiert. Das historische Hauptquartier des Regiments, Edinburgh Castle, beherbergt heute ein Museum zur Regimentsgeschichte.

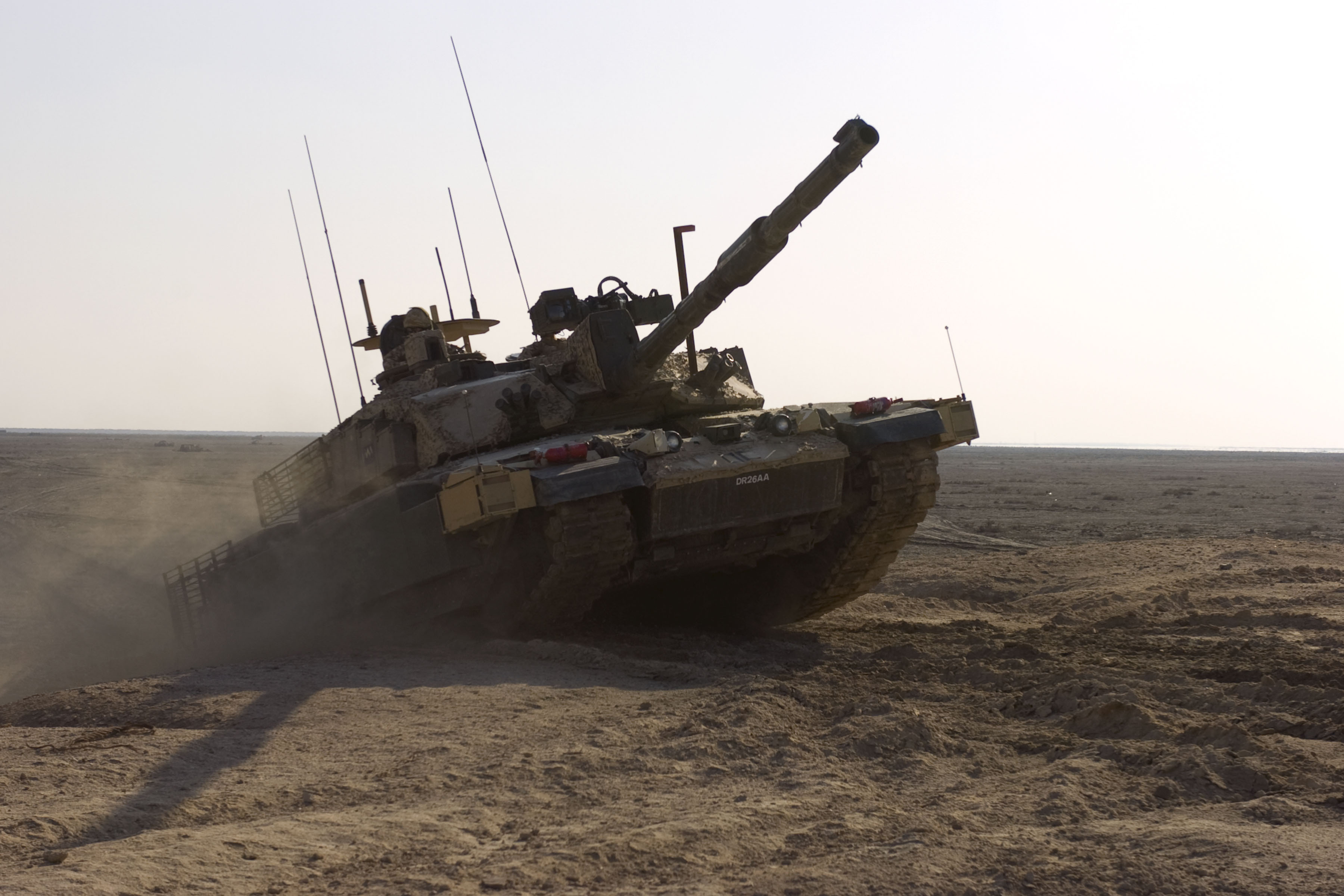
Die SCOTS DG mit dem Challenger 2-Kampfpanzer beim Manöver in Basra, 2008
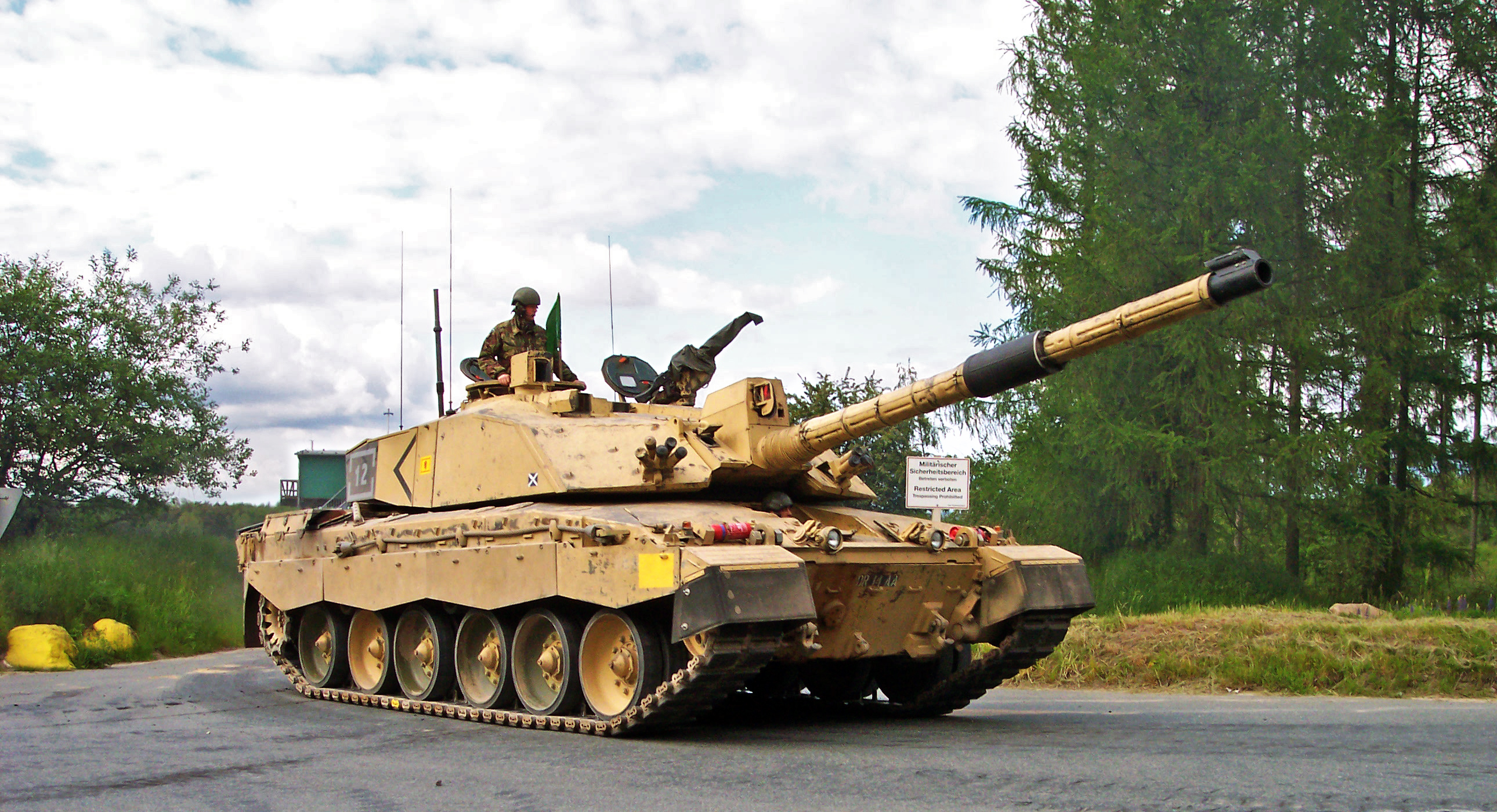
Die SCOTS DG (Squadron D) mit Challenger 2 Kampfpanzer auf dem Weg zum Stützpunkt
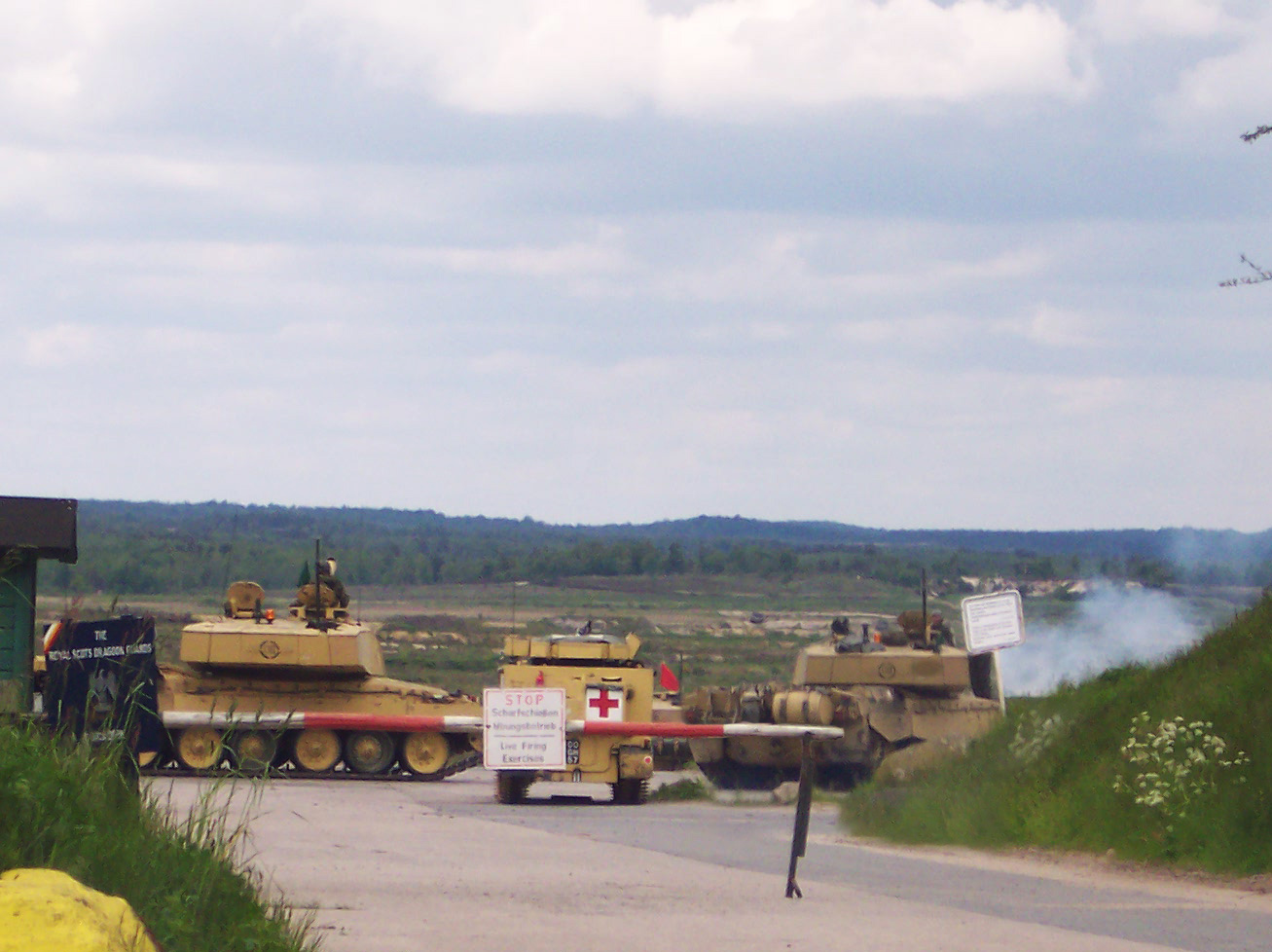
Die SCOTS DG (Squadron C) mit Challenger 2 Kampfpanzer bei Gefechtsübungen auf dem NATO-Truppenübungsplatz Bergen

### Traditionslinien
| 3rd (Prince of Wales’s) Dragoon Guards | 3rd Carabiniers (Prince of Wales’s Dragoon Guards) | 3rd Carabiniers (Prince of Wales’s Dragoon Guards) | The Royal Scots Dragoon Guards (Carabiniers and Greys) | The Royal Scots Dragoon Guards (Carabiniers and Greys) | The Royal Scots Dragoon Guards (Carabiniers and Greys) |
| 6th Dragoon Guards (Carabiniers)       | 3rd Carabiniers (Prince of Wales’s Dragoon Guards) | 3rd Carabiniers (Prince of Wales’s Dragoon Guards) | The Royal Scots Dragoon Guards (Carabiniers and Greys) | The Royal Scots Dragoon Guards (Carabiniers and Greys) | The Royal Scots Dragoon Guards (Carabiniers and Greys) |
| The Royal Scots Greys (2nd Dragoons)   |                                                    |                                                    | The Royal Scots Dragoon Guards (Carabiniers and Greys) | The Royal Scots Dragoon Guards (Carabiniers and Greys) | The Royal Scots Dragoon Guards (Carabiniers and Greys) |

## Colonels
Colonel-in-Chief des Regiments waren:
- 1971–2022: Königin Elisabeth II.
- seit 2023: König Charles III.

Seit 1994 hat Prince Edward, 2. Duke of Kent, das Amt eines Deputy Colonel-in-Chief des Regiments inne.
Colonel of the Regiment waren:
- 1971–1975: Major General Ralph Younger
- 1975–1979: Colonel Hugh Brassey
- 1979–1984: Field Marshal Sir John Wilfred Stanier
- 1984–1998: Lieutenant-General Sir John Norman Stewart Arthur
- 1998–2003: Major-General Jonathan Michael Francis Cooper Hall
- 2003–2008: Brigadier Sir Melville Stewart Jameson
- 2008–2015: Brigadier Simon Allen
- 2015–2021: Brigadier Henry David Allfrey[1]
- seit 2021: Brigadier Benjamin Peter Edwards[2]

## Battle Honours
Zusätzlich zu den Battle Honours, die das Regiment von seinen Vorgängerregimentern weiterführt, wurden dem Regiment folgende Battle Honours verliehen (englische Originalbezeichnungen):
- Wadi al Batin
- Gulf 1991
- Al Basrah
- Iraq 2003